# نباتات الجزائر
نباتات الجزائر غنية بعدة آلاف من الأنواع النباتية التي تنتمي إلى مجال نباتات شمال إفريقيا. تتكون من جزء من نباتات البحر الأبيض المتوسط ومجموعة فرعية من النباتات الإفريقية.
تتكون النباتات من عدة فئات نادرة، و 600 نوع مستوطن، منها 64 نوعًا في الصحراء. في المجموع، هناك 226 نوعًا مهددا بالانقراض.

## الإطار التاريخي
تعود أولى الدراسات المعروفة إلى أعمال جول ايميه باتاندييه ولوي شارل ترابو، ثم إلى أعمال رينيه مير في شمال إفريقيا، وأخيراً إلى أعمال بيير كيزيل وسيباستيان سانتا.
بعد استقلال الجزائر في عام 1962، كانت الدراسات التي أجريت على نباتاتها بمثابة وقت ميت. تم استئناف التعاون مع الجامعات ومراكز الأبحاث الفرنسية.

## الإطار النباتي
في حوض البحر الأبيض المتوسط، توجد بؤرة ساخنة للتنوع البيولوجي، يحتل شمال الجزائر منها مكانة مهمة.
يشمل الأنواع المتوطنة المختلفة.

## الإطار القانوني
تخضع عدة أنواع من النباتات الجزائرية للحماية بموجب المرسوم التنفيذي رقم 12-03 المؤرخ في 10 صفر 1433 هـ الموافق لـ 4 يناير 2012 المحدد لقائمة الأنواع النباتية المحمية غير المزروعة المنشورة في الجريدة الرسمية للجمهورية الجزائرية عدد 03 بتاريخ 18 جانفي 2012.

## الحدائق والمحميات

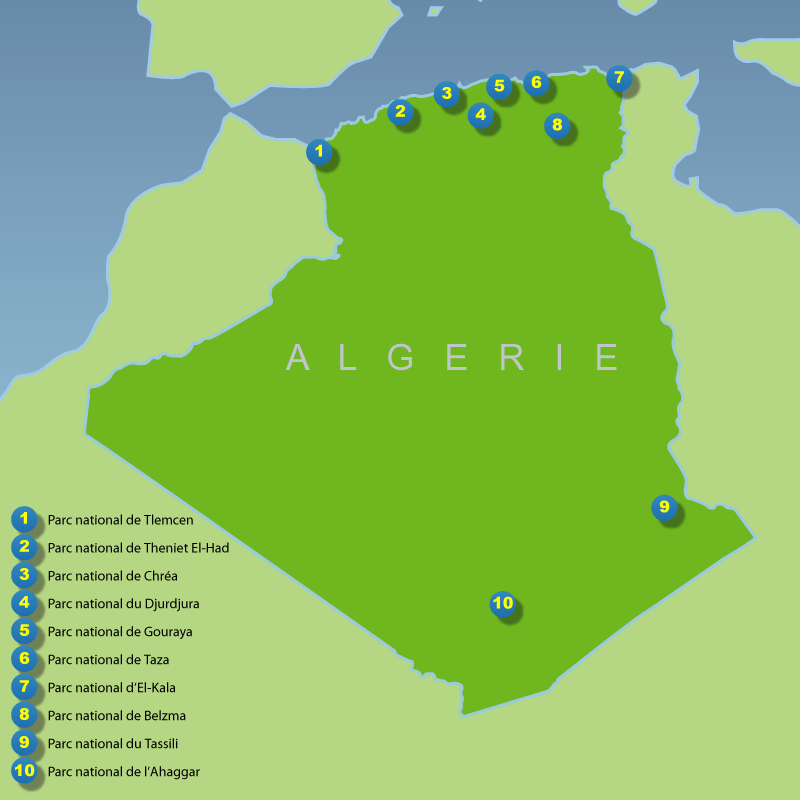
الحدائق الوطنية الجزائرية

يوجد في الجزائر حاليًا 11 متنزهًا وطنيًا حيث لا يتم حماية الحيوانات والنباتات فقط، ولكن أيضًا مواقع الكهوف:
- الحظيرة الثقافية طاسيلي ناجر
- الحديقة الوطنية ثنية الحد
- الحديقة الوطنية جرجرة
- الحديقة الوطنية الشريعة
- الحظيرة الوطنية للقالة
- الحظيرة الوطنية بلزمة
- الحديقة الوطنية قورايا
- الحديقة الوطنية تازة
- الحظيرة الثقافية للأهقار
- الحديقة الوطنية تلمسان
- الحظيرة الوطنية لجبل عيسى

## روابط خارجية
- Partenariat Hubert Curien franco-algérien Tassili n° 07MDU703 IMEP/CNRS (2007-2010)

- Jules, Battandier; Louis, Trabut (1884). Flore d'Alger et catalogue des plantes d'Algérie, ou, Énumération systématique de toutes les plantes signalées jusqu'à ce jour comme spontanées en Algérie avec description des espèces qui se trouvent dans la région d'Alger (بالفرنسية). Alger: Adolphe Jourdan.
- René, Maire (1952–1977). Flore de l'Afrique du Nord. Encyclopédie biologique (بالفرنسية). Paris: Éditions Paul Lechevalier. Vol. 1 à 14.{{استشهاد بكتاب}}:  صيانة الاستشهاد: تنسيق التاريخ (link).-Numérisation : B.Bock. . PDF texte d'environ 20 Mo
- P., Quézel; S., Santa (1962–1963). Nouvelle flore d'Algérie et des régions désertiques méridionales (بالفرنسية). Paris: Editions du Centre National de la Recherche Scientifique. {{استشهاد بكتاب}}: الوسيط غير المعروف |tome= تم تجاهله (help)صيانة الاستشهاد: تنسيق التاريخ (link).- PDF texte de 300 Mo.
- Errol Véla et Salima Benhouhou, « Évaluation d’un nouveau point chaud de biodiversité végétale dans le Bassin méditerranéen (Afrique du Nord) », في C. R. Biologies, no 330, 2007, ص.

589–605 [النص الكامل (pages consultées le 9 décembre 2012)]